# Johannes Berger (Bischof)
Johannes Berger OESA († 26. Mai 1481) war ein deutscher Geistlicher und Augustiner.
1454 legte die Profess bei den Augustinereremiten ab. Am 7. Juni 1475 wurde er von Papst Sixtus IV. zum Weihbischof in Freising und Titularbischof von Belline ernannt. 1478 wurde er von Sixtus von Tannberg, Fürstbischof von Freising, zum Bischof geweiht.